# 환경 복원
환경 복원(environmental remediation)은 토양, 지하수, 퇴적물과 같은 환경 매체에서 오염물질을 제거, 처리 및 격리하는 유해 물질의 정화이다. 토지 재생 프로젝트 개발 전에 규정에 따라 복원이 요구될 수 있다. 자발적인 정화에 동의하는 개발업체는 뉴욕주의 브라운필드 정화 프로그램(Brownfield Cleanup Program)과 같은 주 또는 지방 자치 단체 프로그램에 따라 인센티브를 제공받을 수 있다. 제거를 통해 복원하는 경우, 폐기물은 현장 외부로 운반되어 다른 장소에 폐기된다. 폐기물은 슬러리 벽과 같은 물리적 장벽으로 격리될 수도 있다. 슬러리 벽의 사용은 건설 업계에서 이미 널리 사용되고 있다. 샌프란시스코 및 기타 지진대에서 토양 액상화 위험을 완화하기 위해 사용되는 (저압) 그라우팅은 장벽을 구축하기 위한 현장 시험에서 엇갈린 결과를 보였으며, 현장별 결과는 결과에 큰 영향을 미칠 수 있는 여러 변수에 따라 달라진다.
시정 조치는 일반적으로 다양한 규제 요건을 따르며, 입법 기준이 없거나 기준이 권고적인 경우 인간 건강 및 생태적 위험에 대한 평가를 기반으로 할 수도 있다.

## 같이 보기
- 생분해
- 생물적 환경정화
- 감쇠
- 파이토리메디이에이션
- 토양 오염
- 토양 증기 추출법